# Surba
Surba é uma comuna francesa na região administrativa de Occitânia, no departamento de Ariège. Estende-se por uma área de 2,22 km². Em 2010 a comuna tinha 328 habitantes (densidade: 147,7 hab./km²).